# El Paraíso, Mexico City
El Paraíso är en ort i Mexiko.   Den ligger i kommunen Tláhuac och delstaten Distrito Federal, i den sydöstra delen av landet, 20 km sydost om huvudstaden Mexico City. El Paraíso ligger 2 325 meter över havet och antalet invånare är 592.
Terrängen runt El Paraíso är platt åt sydväst, men åt nordost är den kuperad. Runt El Paraíso är det mycket tätbefolkat, med 2 811 invånare per kvadratkilometer. Närmaste större samhälle är Mexico City, 19,6 km nordväst om El Paraíso. Trakten runt El Paraíso består till största delen av jordbruksmark.